# Łukasz Sroczyński
Łukasz Sroczyński (ur. 10 marca 1981, zm. 3 sierpnia 2013 w Warszawie) – polski wojskowy, starszy kapral Wojska Polskiego, zmarł w wyniku ran podczas wykonywania zadania bojowego w czasie XII zmiany Polskiego Kontyngentu Wojskowego w Afganistanie, pośmiertnie awansowany na stopień starszego chorążego.

## Życiorys
Łukasz Sroczyński urodził się 10 marca 1981 r.

### Przebieg służby wojskowej
W 2001 r. Łukasz Sroczyński rozpoczął zasadniczą służbę wojskową w Podlaskim Oddziale Straży Granicznej. Od 1 września 2004 r. pełnił służbę jako elew Szkoły Podoficerskiej Wojsk Lądowych w Poznaniu i w 2005 r. po jej ukończeniu, jako kapral zawodowy otrzymał przydział służbowy na stanowisko dowódcy drużyny piechoty zmotoryzowanej w 1 batalionie piechoty zmotoryzowanej z 12 Brygady Zmechanizowanej w Szczecinie. Brał udział w 2008 r. w III zmianie. W 2012 r. pełnił służbę w XII zmianie o charakterze szkoleniowo-stabilizacyjnym w Afganistanie na stanowisku dowódcy drużyny stacjonując w bazie Waghez posiadającą status zewnętrznego posterunku bojowego COP.

### Ranny pod Nanni, śmierć, pochówek

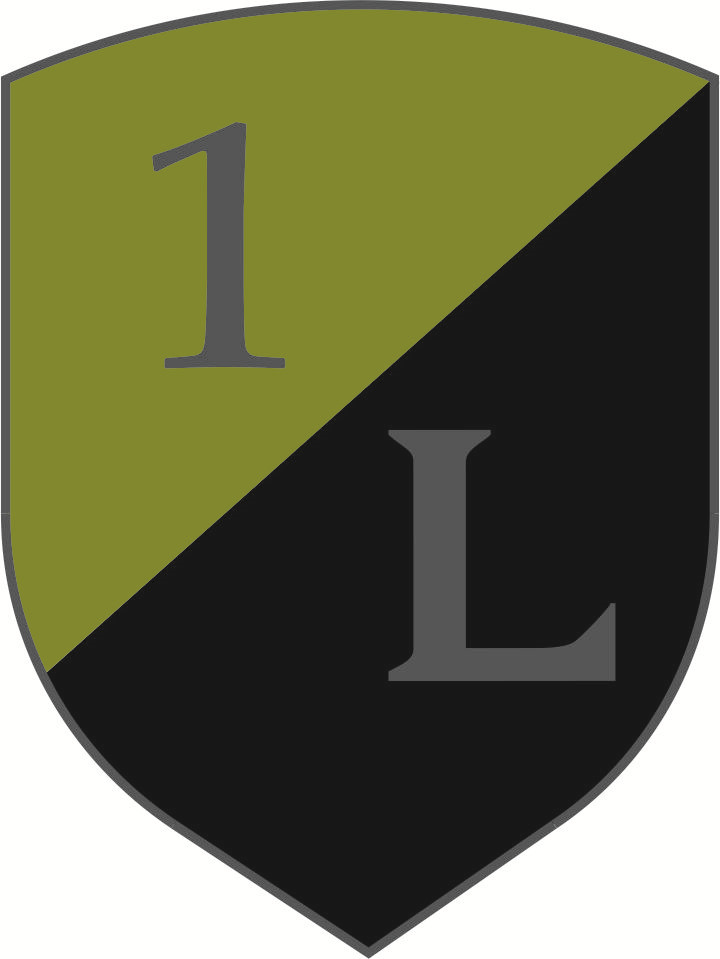
W latach 2005–2013 pełnił służbę w 1 bzmot „Legionów” 12 BZ

W dniu 22 grudnia 2012 r. w ataku przeprowadzonym przez talibów na polski patrol w południowo-zachodniej części prowincji Ghazni, rany odniosło trzech żołnierzy z XII zmiany, gdzie dowódcą kontyngentu był gen. bryg. Andrzej Tuz. Podczas tego zadania bojowego pod wioską Nanni ciężko rannym został dowódca drużyny st. kapral Łukasz Sroczyński. Na miejsce zdarzenia wezwano śmigłowiec ewakuacji medycznej (MEDEVAC). Zostali przetransportowani do szpitala w Ghazni, a następnie do Wojskowego Instytutu Medycznego w Warszawie.
3 sierpnia 2013 r. nie odzyskując przytomności poległ w wyniku odniesionych ran w trakcie wykonywania zadania bojowego w dniu 22 grudnia 2012 r.. 9 sierpnia 2013 r. w Stargardzie Szczecińskim odbyły się uroczystości pogrzebowe śp. st. chor. Łukasza Sroczyńskiego. Nabożeństwo żałobne w intencji zmarłego odprawił biskup polowy WP ks. biskup Józef Guzdek w kościele parafialnym pw. Miłosierdzia Bożego. Po mszy trumna z ciałem śp. Łukasza Sroczyńskiego została odprowadzona na miejsce wiecznego spoczynku, na nowy cmentarz w Giżynku. Wojskową asystę honorową wraz z delegacją wystawiła 12 Brygada Zmechanizowana. W pogrzebie uczestniczyli m.in.:  wiceminister na stanowisku podsekretarza stanu w MON Waldemar Skrzypczak, zastępca szefa Sztabu Generalnego WP gen. dyw. Andrzej Fałkowski, dowódca operacyjny Sił Zbrojnych gen. dyw. Marek Tomaszycki, zastępca dowódcy Wojsk Lądowych - szef sztabu gen. dyw. Andrzej Malinowski, dowódca 12 BZ gen. bryg. Andrzej Tuz. Postanowieniem Prezydenta RP Bronisława Komorowskiego został pośmiertnie odznaczony Orderem Krzyża Wojskowego, a na podstawie decyzji MON Tomasza Siemoniaka został awansowany pośmiertnie do stopnia st. chorążego. Miał 32 lata, pozostawił żonę i córkę.

### Upamiętnienie
16 lutego 2013 r. w bazie Ghazni w Afganistanie odbyła się akcja charytatywna zorganizowana przez żołnierzy Zgrupowania Bojowego Task Force White Eagle oraz Samodzielną Grupę Powietrzno – Szturmową, gdzie celem imprezy było zebranie funduszy na leczenie i rehabilitację żołnierzy rannych w składzie XII zmiany PKW Afganistan – st. kpr. Łukasza Sroczyńskiego i st. plut. Arkadiusza Żurkowskiego. 23 września 2013 r. w koszarach 12 Brygady Zmechanizowanej w Alei Poległych przed pomnikiem patrona brygady generała Józefa Hallera odsłonięto dwie Tablice upamiętniające śmierć st. chorążego Łukasza Sroczyńskiego oraz ś.p. sierżanta Pawła Ordyńskiego. W czerwcu 2013 r. zorganizowano wiele akcji charytatywnych dla jego rodziny, w tym wyprawę motocyklową do Gruzji. Podczas kilkumiesięcznego leczenia Łukasza Sroczyńskiego, żołnierze z 12 Brygady Zmechanizowanej organizowali pomoc finansową dla jego rodziny. Od 3 sierpnia 2014 r., w tym także 3 sierpnia 2018 r. uczcili jego śmierć składając kwiaty oraz zapalili znicze pod pomnikiem pamiątkowym poległych na misjach poza granicami kraju, który znajduje się przy pomniku gen. Józefa Hallera w 12 BZ oraz oddali honory na cmentarzu Giżynek w Stargardzie w rocznicę jego śmierci.
W 2014 r. czterdziestu żołnierzy uczciło jego pamięć oraz kolegów z 12 BZ, w tym sierżanta Pawła Ordyńskiego oraz kpt. Krzysztofa Woźniaka, żołnierza GROM-u, podczas 35 Szczecińskiego Półmaratonu Gryfa w Biegu Ku Pamięci Żołnierzy Poległych. 29 października 2014 r. Filharmonii Szczecińskiej odbyła się premiera słuchowiska Błękitna pustynia, które opowiada historię polskich żołnierzy w Afganistanie, w tym Łukasza Sroczyńskiego. W 2015 r. w Szczecinie podczas 36 PKO Półmaratonu Szczecin 220 uczestników uczciło jego pamięć oraz wszystkich żołnierzy z 12 BZ, którzy od 1996 r. stracili życie wykonując zadania w kraju i na misjach. 3 sierpnia 2024 r. odbył się po raz szósty rajd rowerowy na trasie od Szczecina do Stargardu, w którym uczestniczyli głównie żołnierze z 12 BZ, ku czci starszego chorążego Łukasza Sroczyńskiego, a pomysłodawcą tego rajdu rowerowego pod hasłem  „Szlakiem pamięci śp. st. chor. Łukasza Sroczyńskiego” jest chor. Michał Rózga, który był z nim na misji w Afganistanie.

## Awanse
- starszy kapral – ?
- starszy chorąży  – 2013 (pośmiertnie)

## Ordery, odznaczenia i wyróżnienia
- Krzyż Kawalerski Orderu Krzyża Wojskowego – 2013 (pośmiertnie)[21][4]
- uhonorowany wpisem do „Księgi Honorowej Wojska Polskiego” – 2013[22]
- uhonorowany pośmiertnym wpisem do „Księgi Honorowej Ministra Obrony Narodowej” – 2013 (pośmiertnie)[2]

i inne